# Vilarinho (Vila Verde)
Vilarinho is een plaats (freguesia) in de Portugese gemeente Vila Verde en telt 395 inwoners (2001).

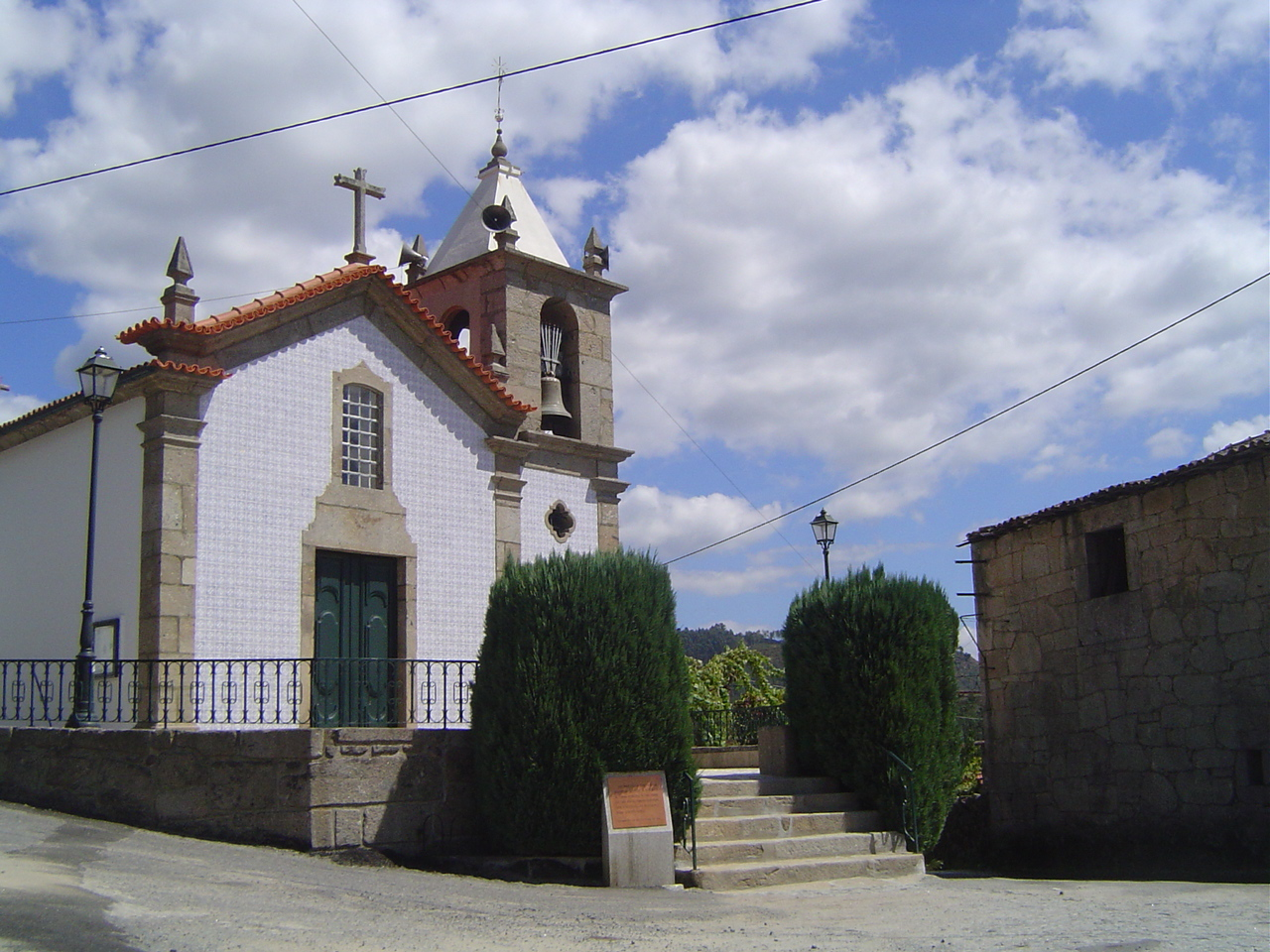

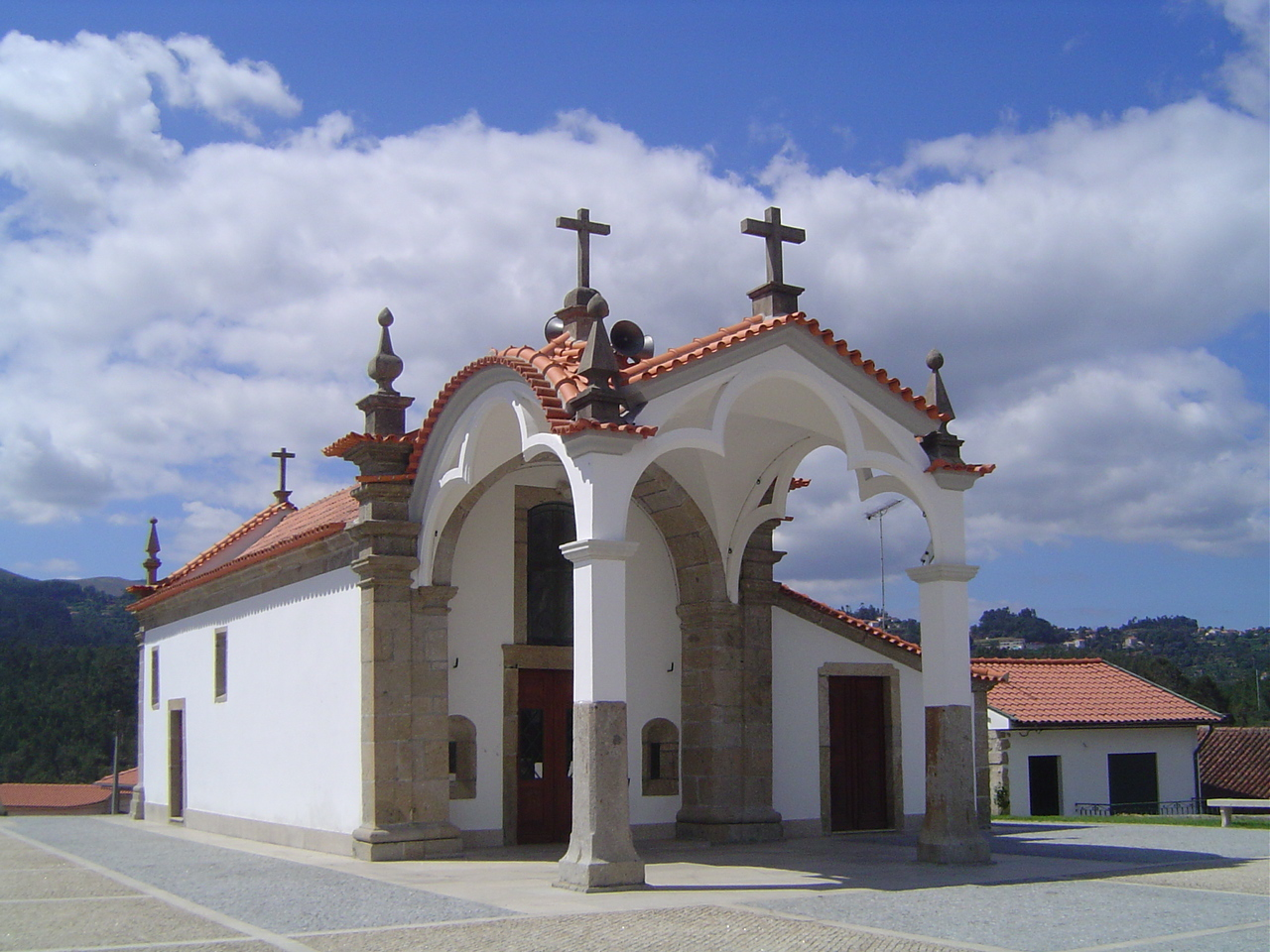